# Klartjärnen (Överluleå socken, Norrbotten)
Klartjärnen är en sjö i Bodens kommun i Norrbotten och ingår i Luleälvens huvudavrinningsområde. Klartjärnen ligger i Storhuvudet Natura 2000-område.